# Букин, Николай Иванович
Николай Иванович Букин (19 декабря 1916, село Дуброво Еловского района Пермской области — 4 декабря 1996, Москва) — советский поэт, писатель, автор слов известной песни «Прощайте, скалистые горы».

## Биография
Родился в селе Дуброво Осинского уезда Пермской губернии (ныне — Еловский район Пермского края) в многодетной семье крестьянина-бедняка, с детства узнал нужду. В шестилетнем возрасте остался без отца. Мать, чтобы поднять детей, уходила в извоз (крестьянский отхожий промысел — перевозка грузов на лошадях). А детям приходилось пасти коров, заготавливать дрова, пахать, сеять, боронить и косить.
После окончания Сарапульского сельскохозяйственного техникума работал учителем в Брюховской и Еловской сельских школах, был направлен на учёбу в Пермский педагогический институт, который окончил с отличием в 1940 году.
В июне 1940 года призван в Красную армию, попал на Северный флот на полуостров Рыбачий. Там встретил начало Великой Отечественной войны, там же и её окончание, в частях морской пехоты — был рядовым артиллеристом, затем политработником и журналистом. В июле 1941 года состоялось одно из самых страшных сражений на Рыбачьем, после которого из 15 тысяч бойцов в живых осталось всего 22, среди них Н. Букин. За этот бой поэт был награждён орденом Красной Звезды.
К этому времени он уже писал стихи и военные очерки и публиковал в местной военной газете. Первые стихи его были напечатаны в 1941 году. Затем постоянно появлялись в армейской и флотской печати, в альманахах «Прикамье», «Ленинградский альманах», в репертуарных сборниках, песенниках, в журналах «Нева», «Смена», «Советский воин», «Советский моряк», а также в газетах «Комсомольская правда», «Советская культура», «Советский флот». Осенью 1942 года он готовился к написанию очередного очерка для военной газеты, но неожиданно сложились стихи. Он назвал стихотворение «Не жить мне без моря» и отправил в редакцию газеты «Краснофлотец», которая располагалась в главной базе Северного флота г. Полярном. В 1958 году принят в члены Союза писателей.

### «Прощайте, скалистые горы»
Письмо, адресованное в редакцию, попало к работающим там писателям — Николаю Панову и Николаю Флерову. Стихотворение сразу было напечатано. К понравившемуся стихотворению композитор В. Кочетов написал музыку. А через некоторое время в 1944 году эта же публикация стихотворения попалась на глаза другому композитору — Евгению Жарковскому, и тот сочинил свою музыку, назвав песню «Прощайте, скалистые горы…», и передал исполнителям. «Однажды Н. Букин, включив радиоприёмник, услышал песню на свои слова и был очень удивлён. Только когда на Рыбачий приехал североморский ансамбль песни и пляски, исполнивший эту песню, любопытство его было удовлетворено», — пишет Марина Нижегородова на сайте Городского историко-краеведческого музея г. Полярный Мурманская область (недоступная ссылка). А так вспоминает сын поэта: «Художественный руководитель Борис Боголепов сообщил, что автором музыки на стихи отца является офицер Евгений Жарковский, который тоже воевал в рядах североморцев. Встретился с ним отец под самый конец войны, они крепко подружились, написали потом ещё не одну песню, но уже в Москве».
«Настроение поэтических строчек, — вспоминает народный артист РСФСР Е. Жарковский, — которые выразительно передавали чувства людей, уходящих от родных берегов в свирепое Баренцево море для смертельной схватки с врагами, очень песенный характер стихотворения — всё это помогло мне единым духом написать музыку».
Именно для разведчиков отряда Леонова В. Н. на Севере появилась знаменитая песня «Прощайте, скалистые горы» на стихи поэта Букина Н.
В дни сорокалетия Краснознамённого Северного флота в Североморске был открыт величественный памятник легендарным защитникам советского Заполярья в годы Великой Отечественной войны. Каждые 30 минут в механической записи звучат первые такты песни североморцев: «Прощайте, скалистые горы».
В 1945 году Николай Букин назначается директором средней школы № 1 г. Полярного. Спустя три года ему поступает предложение перейти на работу в военно-морской журнал «Советский моряк» в Москве.
Н. Букин является автором нескольких стихотворных и прозаических сборников, членом Союза писателей. Но самую большую славу принесла ему песня «Прощайте, скалистые горы».
В 2009 г. история создания песни легла в основу серии «Мурманск» из 13-серийного документально-игрового сериала «Города-Герои», снятого белорусской телекомпанией ОНТ. Премьера фильма состоялась 9 мая 2010 г.

### «Баренцево море»
Через много лет его сын вспоминал: «Не менее интересна судьба песни „Баренцево море“, иногда её называют по первой строчке: „Ой ты море, море“, которая написана в 1944 году. Отец услышал её уже после войны на одной из улиц текстильного города Иваново. Он очень удивился, откуда её знают рабочие парни из этого совсем не морского города, распевающие: „Не грусти, подруга, встретимся мы вскоре, возвращусь с победой я издалека. Неспокойно наше Баренцево море, но зато спокойно сердце моряка“? Она же никогда не печаталась, хотя отец знал, что незадолго до окончания войны эти стихи были положены на музыку офицером Сергеем Весновским. Потом он услышал свои стихи в кинофильме „Покорение Джомолунгмы“. Их пели уставшие альпинисты, правда, чуть изменив слова: „горы“ встали на место „моря“, а остальное по-старому, и мелодия та же. Потом, через несколько лет, в журнале „Смена“ отец снова увидел песню со знакомыми словами, но совсем незнакомой музыкой, автором которой была указана Б. Володина. Он долго разыскивал и все же нашёл автора знакомой всем мелодии. Оказалось, бывший офицер С. Весновский в городе Горьком учил детей музыке и пению. Его ученица и написала музыку, а чуть позже — и письмо поэту Николаю Букину, после чего соавторы встретились».
Умер 4 декабря1996 года. Похоронен на Долгопрудненском кладбище в Московской области.